# Fabricio Soares da Silva
Fabricio Soares da Silva foi um político brasileiro do estado de Minas Gerais. Foi deputado estadual em Minas Gerais pelo UDN de 1947 a 1951 e de 1951 a 1955. 